# 元斗皇拳
元斗皇拳（げんとこうけん）は、武論尊原作・原哲夫画の漫画『北斗の拳』に登場する架空の拳法である。

## 概要
主人公・ケンシロウの駆使する北斗神拳を凌駕するとも言われた拳法であり、その技は円を描く動きを基本にして、闘気（オーラ）を刃として敵を攻撃する。その闘気をいろいろな性質に変え、その闘気に触れたものはあるものは蒸発し、あるものは凍りつく。闘気により技の種類は複数あるが、肉体の細胞を瞬時に断ち滅殺することが元斗皇拳の真髄である。天帝を守護するのが元斗皇拳伝承者の宿命とされている。
なお、彼ら元斗の拳士が仕える「天帝」とは一般的には道教の言葉である。

## 技
元斗流輪光斬（げんとりゅうりんこうざん）
紫の将軍ソリアが使用。指先から闘気（アニメでは紫に光る弧・円の形）を飛ばして相手の身体を切り刻む技。回避不可能。
破の輪（はのりん）
同じくソリアが使用。両掌を回転させ円（アニメでは一つの円）を描いて、腕に闘気をまとい相手を攻撃する技だが、特徴を見切られたのかケンシロウには通用せず、ソリアは左腕（アニメでは右腕）を粉砕された。
ゲーム『真・北斗無双』ではファルコも使用する。
元斗赤光烈弾（げんとせきこうれつだん）
赤の将軍ショウキが使用。アニメオリジナル技。掌に集中させた闘気を相手に放つ技で、赤色の光線のようにも見える。手加減をしていたのか、ケンシロウには掌でこの技を受け止められた。
元斗青槍飛拳（げんとせいそうひけん）
青の将軍ボルツが使用。アニメオリジナル技。闘気で青い光を放つ槍を作り出し、相手に放つ技。対ケンシロウ戦で使用された。
元斗百閃蒼光（げんとひゃくせんそうこう）
青の将軍ボルツが使用。アニメオリジナル技。青槍飛拳を更に強化した、無数の槍で相手を切り刻む技。ケンシロウに余裕で槍をつかまれ、連撃で秘孔を突かれてボルツは爆死した。
元斗緑光飛弾（げんとりょくこうひだん）
緑の将軍タイガが使用。アニメオリジナル技。闘気をためつつ両手で緑に光る円を描き放出する技。対アイン戦で使用された。一度目はかわされるが、二度目ではアインが空中から攻撃を仕掛けようとしたところに命中した。
天翔舞（てんしょうぶ）
ファルコが空中で体勢を変化させてケンシロウの突きを交わし、その拳の上に舞うように降り立ち、闘気でカウンターを喰らわせた技。
ゲーム『真・北斗無双』では空中から円状の闘気を放つ技になっている。
元斗白華弾（げんとはくかだん）
掌・拳に闘気をまといながら、突きを繰り出す技。
滅凍黄凄陣（めっとうこうせいじん）
闘気を地面に放つことで、凍らせることができる技。ファルコが砂地で、地中に潜った修羅の動きを見切るために使用。
元斗猛天掌（げんともうてんしょう）
開いた掌に闘気をまとって敵を打つ技。

## 奥義
衝の輪（しょうのりん）
両掌で2つのリング状の闘気を放つ技。
黄光刹斬（おうこうせつざん）
ファルコが最後に放った秘奥義。前腕にまとった闘気の刃で、修羅の胴体を真っ二つに輪切りにした技。

## ゲーム『真・北斗無双』の技
元斗光烈脚
ファルコの技。右足の義足を軸足にした状態で、左足から蹴りを連打する。原作の中央帝都の決戦でケンシロウに使用した足技。

## 使い手
※ ミッシュとファルコ以外の人物については、天帝軍を参照のこと。
- 金色のファルコ
- 紫光のソリア
- 赤光のショウキ （アニメ版のみの設定。原作では元斗皇拳の使い手か否か不明。）
- 青光のボルツ（アニメ版及びゲーム版オリジナル）
- 緑光のタイガ（アニメ版及びゲーム版オリジナル）
- 赤光のブロンザ（ゲーム版オリジナル、ファミコン版『北斗の拳2』でのステージ6のボス）
- 白銀のミッシュ（ゲーム版オリジナル、ファミコン版『北斗の拳4』及びバンプレスト版『北斗の拳』でのファルコの息子）
- 翠光のオグル（パチスロ北斗の拳 新伝説創造）